# Xihu (Changhua)
Xihu (chinesisch 溪湖鎮, Pinyin Xīhú Zhèn) ist eine Stadtgemeinde (鎮,  Zhèn) im Landkreis Changhua in der Republik China auf Taiwan.

## Lage
Xihu liegt relativ zentral im Landkreis Changhua in der Changhua-Ebene. Die natürliche Begrenzung nach (Süd-)westen bildet weitgehend der kleine Fluss Dongluoxi (東螺溪,  Dōngluó xī) oder Maiyucuoxi (麥嶼厝溪,  Màiyǔcuò xī), der damit die Grenze zu den westlich-südwestlichen Nachbargemeinden Erlin und Pitou darstellt. Weitere Nachbargemeinden sind Puyan im Norden, Buxin im Osten und Yongjing sowie Tianwei im Südosten.

## Geschichte
Der Ortsname Xihu setzt sich aus den Schriftzeichen bzw. Begriffen 溪,  Xī – „Bach, (kleiner) Fluss“ und 湖,  Hú – „See“ zusammen. „Bach“ oder „Fluss“ bezieht sich auf den heutigen Dongluoxi, der früher den Hauptarm des Zhuoshui darstellte (舊濁水溪,  Jiù zhuóshuǐ xī – „alter Zhuoshui-Fluss“). „See“ bezieht sich auf zwei Seen, den Lunzicuo-See (崙仔厝湖,  Lúnzǐcuò hú) und den Schazi-See (沙仔湖,  Shāzǐ hú), die beide heute nicht mehr existieren. Während der Zeit der japanischen Herrschaft (1895–1945) wurde Xihu als „Dorf“ organisiert (溪湖庄,  Xīhú zhuāng). Im Jahr 1938 erhielt es den Status einer „Straße“, d. h. städtischen Siedlung (溪湖街,  Xīhú jiē). Nach Übernahme Taiwans durch die Republik China wurde daraus die „Stadtgemeinde“ (鎮,  Zhèn) Xihu, anfänglich (1946–1950) im Landkreis Taichung und ab 1950 im neu eingerichteten Landkreis Changhua.

## Bevölkerung
Mit etwa mehr als 55.000 Einwohnern (2020) lag Xihu unter den 26 Gemeinden des Landkreises Changhua an fünfter Stelle. Ende 2019 lebten 173 Angehörige indigener Völker in Xihu, entsprechend einem Bevölkerungsanteil von 0,3 %.
| Gliederung von Xihu |
|                     |

## Verwaltungsgliederung
Xihu ist in 14 Ortsteile (里,  Lǐ) unterteilt:
1 Pinghe (平和里)

2 Guangping (光平里)

3 Taiping (太平里)

4 Guanghua (光華里)

5 Huxi (湖西里)

6 Datu (大突里)

7 Xiliao (西寮里)

8 Dongliao (東寮里)

9 Hudong (湖東里)

10 Zhongshan (中山里)

11 Zhongzhu (中竹里)

12 Dongxi (東溪里)

13 Dingzhuang (頂庄里)

14 Nandi (湳底里)

15 Macuo (媽厝里)

16 Dating (大庭里)

17 Zhongjue (忠覺里)

18 Xixi (西溪里)

19 Dazhu (大竹里)

20 Fanpo (番婆里)

21 Biantou (汴頭里)

22 Tianzhong (田中里)

23 Beishi (北勢里)

24 Hedong (河東里)

25 Xishi (西勢里)

## Verkehr
Am östlichen Rand verläuft die Nationalstraße 1 (Autobahn) in Nord-Süd-Richtung durch Xihu. Ebenfalls in Nord-Süd-Richtung verläuft die Provinzstraße 19 zentral durch Xihu. Daneben gibt es die Kreisstraßen 148 (zentral West-Ost), 146 (von Nordosten zur Ortsmitte), 135 (von Nordnordwest zur Ortsmitte). Die Kreisstraße 135甲 (135A) verläuft am westlichen Rand Xihus parallel zum Dongluoxi.

## Wirtschaft
Die ertragreichen Böden, die ebene Topografie und die damit einhergehenden guten Transportbedingungen haben dazu geführt, dass Xihu intensiv landwirtschaftlich genutzt wird und ein Zentrum der Gemüse- und Obstproduktion in Taiwan ist. Xihu weist die größte Anbaufläche für Weintrauben in Zentraltaiwan auf. Zusätzlich gibt es Kleinindustrien und verarbeitende Industrien, deren Bedeutung jedoch seit den 1980er Jahren eher rückläufig ist.

## Besonderheiten
Als sehenswert gilt die alte Zuckerfabrik (溪湖糖廠,  Xīhú táng chǎng ) in Pinghe, die bis zum Jahr 2002 in Betrieb war. Die alte Zuckerbahn wird für touristische Zwecke genutzt.
Der Linzhao-Tempel (霖肇宮,  Línzhào gōng ) in Zhongshan geht auf das Jahr 1586 zurück. Die heutigen Tempelbauten sind allerdings neueren Datums. Verehrt wird hier Sanshan Guowang (三山國王,  Sānshān guówáng), der „König der drei Berge“, ein daoistischer Kult, der ursprünglich aus Chaozhou in der Provinz Guangdong stammt und durch han-chinesische Einwanderer in den vergangenen Jahrhunderten nach Taiwan gebracht wurde. Der Fu’an-Tempel (福安宮,  Fú’ān gōng ) im Ortsteil Guanping ist ein kleiner Mazu-Tempel aus dem Jahr 1801.

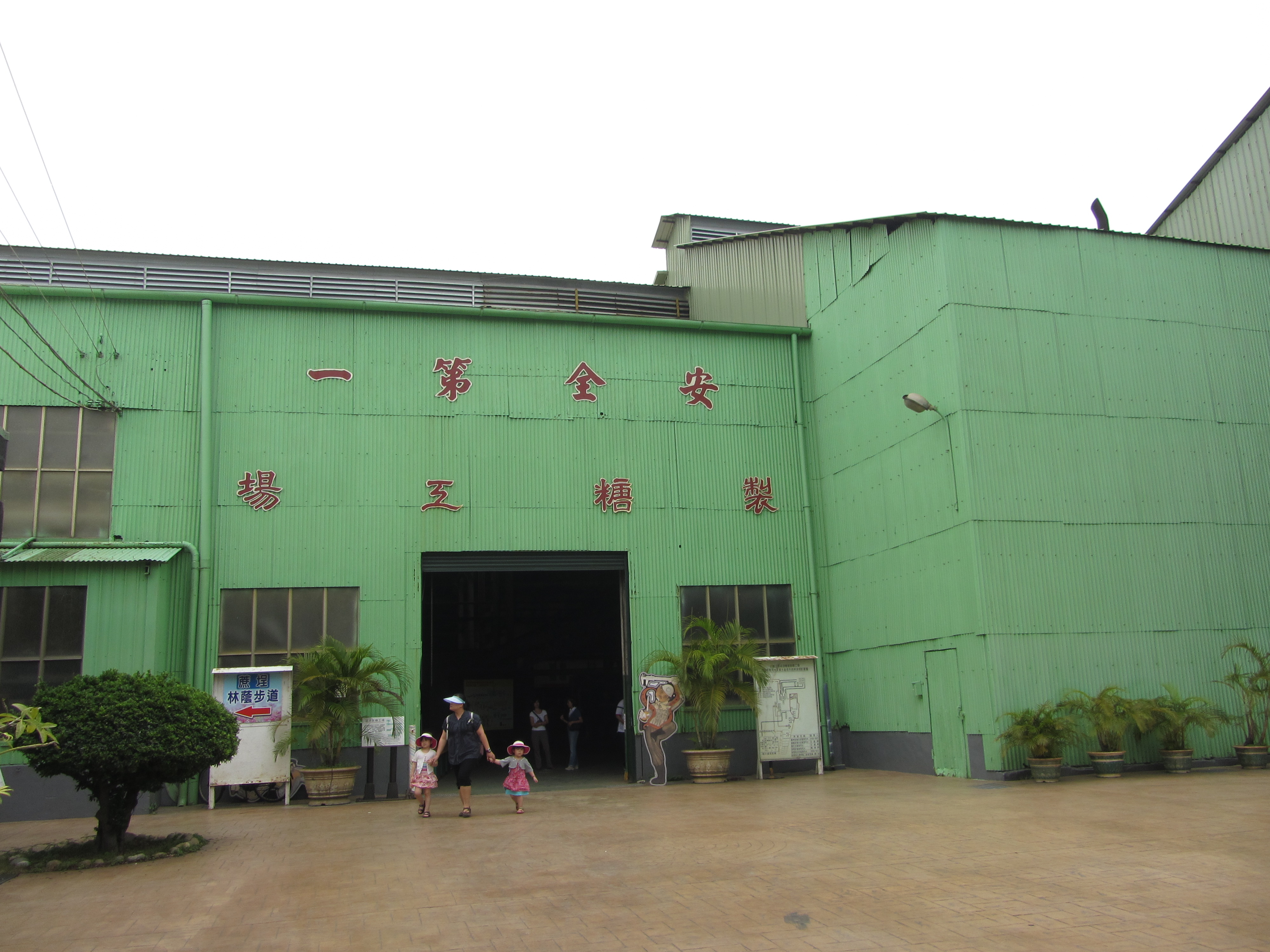
Gebäude der ehemaligen Zuckerfabrik
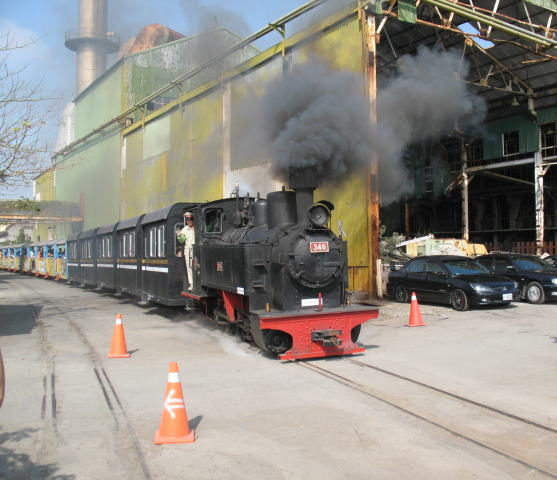
Xihu-Zuckerbahn
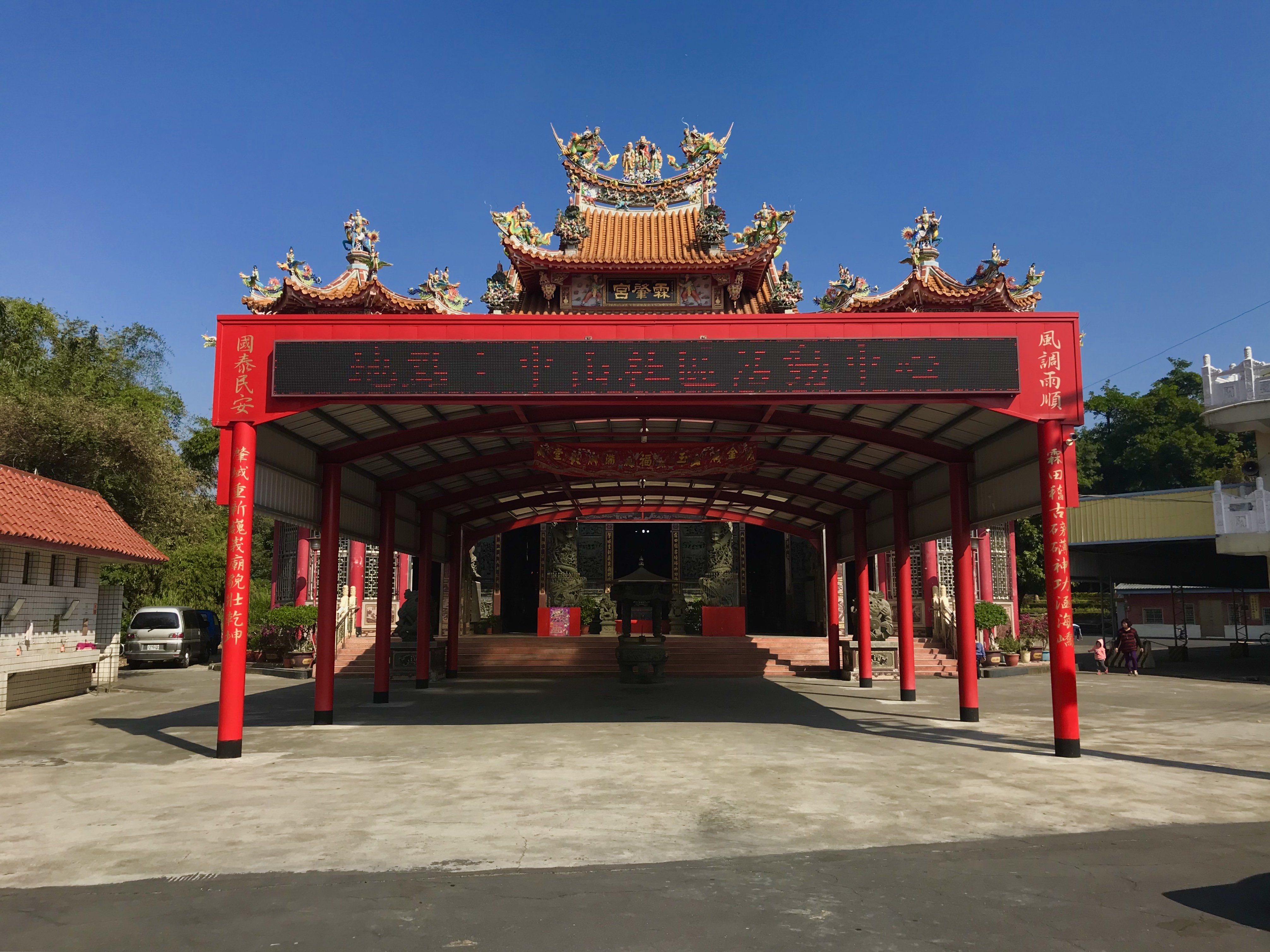
Linzhao-Tempel